# Cosma II di Alessandria (copto)
Papa Cosma II, noto anche Cosimo II (Samanoud, ... – 858), è stato il 54º papa della Chiesa ortodossa copta, venerato come santo dalla Chiesa ortodossa copta.
Originario di Samanoud,  fu un diacono monaco del monastero di San Macario.
Eletto all'unanimità da chierici e laici, l'8 luglio 851 fu ordinato come nuovo patriarca di Alessandria. Il suo papato occorse in un periodo travagliato e, al contempo, segnato da eventi prodigiosi quali il sanguinamento di un'icona mariana nella Chiesa di San Severo nel deserto dello Scete e la lacrimazione di altre icone in tutto l'Egitto.
Dopo sette anni sul trono, morì il 21 athyr 809, ovvero nell'858 d.C.